# 布勒德島
布勒德島（英語：Brøde Island），是南極洲的島嶼，位於南喬治亞群島，在1775年由詹姆斯·庫克率領的英國探險隊繪入地圖，現時由英國海外領土管轄。